# Bientraitance
La bientraitance est une notion utilisée dans le domaine de l'éthique. Elle peut s'appliquer aux enfants, aux personnes âgées, aux personnes handicapées, aux victimes d'accidents et de catastrophe, à des prisonniers, à des animaux domestiques, d'élevage, de zoos ou cirques…
Cette notion recouvre un ensemble d'attitudes et de comportements positifs et constants de respect, de bons soins, de marques et manifestations de confiance, d'encouragement et d'aide envers des personnes ou des groupes en situation de vulnérabilité ou de dépendance (tout particulièrement les enfants, les personnes âgées, les personnes handicapées, les malades patients n'ayant plus toute leur faculté de compréhension).
La bientraitance peut être de type physique, moral, financier, sexuel ou psychoaffective.
L’ANESM (2008) définit la bientraitance en tant que démarche collective pour identifier l’accompagnement le meilleur possible pour l’usager, dans le respect de ses choix et dans l’adaptation la plus juste à ses besoins. Il s’agit d’une recommandation-cadre : la bientraitance figure au premier plan du programme de travail de la Haute Autorité de Santé (HAS) consacré à la qualité des établissements et services médico-sociaux. Les recommandations développées dans le document exposent les points d’accord sur les valeurs et perspectives de travail qui se rattachent à cette notion de bientraitance. Cette recommandation bénéficie ainsi du statut particulier de recommandation-cadre au regard des productions de l’Agence qui, toutes, s’y réfèrent. En effet, la définition des principes fondamentaux de la bientraitance et de ses applications constitue le fondement de toutes les bonnes pratiques professionnelles que l’ANESM est amenée à valider ou à élaborer.
Pour la mise en œuvre de cette bientraitance, l’ANESM a identifié quatre axes repères :
1.	L’usager co-auteur de son parcours de soin ;
2.	La qualité du lien entre professionnels et usagers ;
3.	L’enrichissement des structures et des accompagnements grâce à toutes contributions internes et externes pertinentes ;
4.	Le soutien aux professionnels dans leur démarche de bientraitance.
Ces repères ont été repris et traduits sous la forme d’une Charte de Bientraitance à destination du monde scolaire afin d'améliorer le confort d'apprentissage. Il s'agit alors spécifiquement de "bientraitance pédagogique"(Loton, 2020).

## Éléments de définition
La bientraitance est une attitude (des parents ou proches ou tuteurs, du personnel d'encadrement d'une structure à vocation médicale, sociale ou psychosociale), qui - au-delà d'actes matériels et affectifs inclut à l'égard d'un individu ou d'un groupe  l'autonomisation des personnes ou groupes concernés
- le respect de la personne (de l'animal le cas échéant) dans sa dignité, sa singularité, ses besoins physiques et affectifs, ses rythmes et de son histoire (y compris carences affectives, blessures narcissiques, traumatisme de viol, etc.)[2].
- une attention portée au refus et à la non-adhésion de l'interlocuteur considéré ou du groupe considéré
- la valorisation de l’expression et de l'autonomisation des personnes ou groupes concernés
- une démarche proactive et continue d’adaptation à l'autre, malgré les variations éventuelles du contexte
- une volonté et des actes créant et entretenant un environnement et des conditions de vie favorisant le bien-être et l'enrichissement de la personne, notamment en favorisant et sollicitant respectueusement et régulièrement la participation, l'expression des souhaits des usagers[3].
- une attention portée à la sécurité et au sentiment de sécurité de l'autre, à sa santé physique et morale, ce qui implique d'intervenir en cas de violence (pour — dans le cas des services sociaux et médico-sociaux — « contenir la personne qui l’exerce envers les autres (...) et interroger les passages à l'acte violents à la lumière de la vie de l’institution et du parcours de l’usager » (...) en restant « neutres et sans jugement de valeur à l’égard des relations entre l’usager et ses proches » (Voir page 27 du guide[3] déjà cité).
- une volonté et des actes créant et entretenant un environnement et des conditions de vie favorisant le bien-être et l'enrichissement de la personne, notamment en favorisant et sollicitant respectueusement et régulièrement la participation, l'expression des souhaits des usagers et des professionnel(le)s.

Ceci requiert aussi un soutien aux professionnels dans leur démarche de bientraitance (écoute, formation, promotion d'une réflexion éthique, soutien matériel, gouvernance adaptée...)
La Bientraitance est une attitude qui a pour particularité de partir des besoins et des désirs de l'autre dont on s'occupe et qui est en position de vulnérabilité. La Bientraitance amène donc les professionnels, et donc les institutions à s'adapter aux personnes vulnérables et non l'inverse. Cette dynamique demande donc aux institutions d'être suffisamment Claires, Cohérentes, Congruentes et Conséquentes afin de sécuriser les personnes qu'elles accueillent.
La bientraitance est un concept générique. Elle peut être considérée comme antinomique de la notion de handicap, considérée dans sa dimension sociale et relationnelle. La bientraitance est tributaire d’un contexte relationnel. Elle ne signifie pas absence de facteurs de maltraitance. Il ne s’agit donc pas de deux concepts qui se présentent en opposition l’un par rapport à l’autre.
La bientraitance est un processus et non un état. Elle peut être apparentée au concept de qualité de vie et contient comme ce dernier concept, des aspects objectivables et des aspects subjectifs.
Il faut sans doute parler plutôt de foyer bientraitant car la bientraitance apparaît comme un espace-temps physique et dynamique et :
- lié au contexte particulier dans lequel les relations se nouent ;
- inscrit dans le temps et l'histoire ;
- complexe car alimenté par plusieurs variables se situant à différents niveaux (éthique, relationnel, technique ou pratique) en constante interaction.

Identifier l’espace bientraitant peut se faire au travers l’observation d’une série d’indicateurs, eux-mêmes constitutifs de dimensions interagissant entre elles.
La bientraitance résulte de l’interaction entre trois dimensions :
1. la dimension du projet, résultant de la confrontation plus ou moins explicite des besoins de l’ensemble des acteurs de la situation donnée. Il s’agit bien d’une confrontation, inévitable, des besoins s’articulant autour de conflits d’intérêts. Le projet s'inscrit nécessairement dans le temps. Il procède d’une attitude préventive.
2. l'exploitation par des personnes, en fonction de leurs propres représentations de leurs rôles et fonctions, des ressources identifiées comme telles. Parmi ces ressources, on trouve le réseau social constitué, les compétences de chaque acteur, le savoir qui circule entre eux.
3. les actions très concrètes menées par les uns et les autres, sommées aux relations entre ces mêmes acteurs et qui qualifient ainsi la nature des interactions existantes.

Ces trois dimensions interagissent, se renvoient l'un à l'autre, et constituent un espace de « traitance ». C’est ainsi que nous proposons une lecture dynamique en trois temps correspondant aux étapes d’analyse des discours.
Réfléchir la bientraitance signifie avant tout de prendre conscience de la valeur et de l’importance relative de chacune de ces trois dimensions et de s’interroger sur les logiques présidant à leurs interactions.

## Bénéfices
Quand la bientraitance concerne une personne (enfants, personnes âgées, personnes handicapées...), elle permet d'apporter à celui qui la reçoit un Bien-être. Autre bénéfice, indirect, de la bientraitance est de procurer également ce bien-être au soignant (infirmière, aide-soignant, médecin, psychologue, cadre de santé...). Comme l'expliquent les témoignages dans le reportage Vers des pratiques bientraitantes, la bientraitance assure une meilleure condition morale de la personne pris en charge mais également une sérénité pour le soignant.

## Contexte légal
Dans le monde
- Déclaration universelle des droits de l'homme (10 décembre 1948) à l'ONU.
- Déclaration des droits de l'enfant (20 novembre 1959) à l'ONU.
- Déclaration des droits des personnes handicapées (9 décembre 1975) à l'ONU[6]
- Charte des droits et libertés de la personne âgée dépendante (mars 1988 puis 1999) par la Fondation Nationale de Gérontologie et le Ministère des Affaires Sociales.
- Charte des droits fondamentaux de l'Union européenne, 2000.

En France : trois textes juridiques récents sont concernés :
- la loi no 2002.2 du 2 janvier 2002 rénovant l'action sociale et médico-sociale ;
- la loi no 2005-102 du 11 février 2005 pour l'égalité des droits et des chances, la participation et la citoyenneté des personnes handicapées ;
- la loi no 2007-293 du 5 mars 2007 réformant la protection de l’enfance.

## Évaluation
Elle a fait en France l'objet d'un guide de bonnes pratiques publié par l'ANESM (Agence nationale de l'évaluation et de la qualité des établissements et services sociaux et médico-sociaux) en juin 2008.
Loton, Mp. (2020). La bientraitance pédagogique : une relation de confiance partagée, une attention ajustée.https://cren.univ-nantes.fr/publications/notes-du-cren/n32-%E2%80%93-la-bientraitance-pedagogique-%E2%80%93-une-relation-de-confiance-partagee-une-attention-ajustee